# 眞家泉
眞家 泉（まいえ いずみ、1990年〈平成2年〉9月7日 - ）は、日本の気象キャスター、気象予報士。2024年までウェザーニューズに所属していた。愛称は「いずみん」。

## 来歴・人物
- 成蹊大学経済学部経済経営学科卒業。
- 兄と弟がいる。
- 2012年、「ウェザーニュースキャスターオーディション」に第2位で合格（1位合格の元同期が堀井雅世）。以降、気象情報番組『SOLiVE24』を中心に活動。
- 2012年12月31日に初出演[1]、2013年1月21日に、『SOLiVE コーヒータイム』でデビュー[2][3][4]。
- 眞家家の表札は「真家」だが、「眞」の「ヒ」が「十」になった字形（U+2F947、）が正しいとのこと[5]。
- ダンスは学生時代に世界大会で2位。ニコニコ動画で「お天気お姉さんが躍ってみたシリーズ」[6]で公開している。
- お気に入りのイヤリングは「☆」の形状。出演時もつけている事が多い。視力はいい（右目1.2・左目1.2）のでメガネ・コンタクト等はしていない。
- 髪型については2018年10月現在、従来のロングからショートへ、イメージチェンジした。ロングからショートにした理由は「一生のうち1回はショートにしてみたい」と言う理由で深い意味はない。
- 使用しているシャンプーは3種類を交互に使用している。
- 口腔ケアに気を使っており、通常の歯磨き後にMIペースト[7]にて最終仕上げを行っている。
- 大のおにぎり好き。具は必ず「昆布」か「ゆかり」。ひじきの煮物と切り干し大根は子供の時から大好物。
- 好きな食べ物は「鮭」と「納豆」。おでんの具は「糸こんにゃく」が好き。
- 苦手な食べ物は「らっきょう」（ただし「島らっきょう」は好き）と「秋刀魚」（口内炎を起こしたことへのトラウマ）。ごはんとマヨネーズ系の組み合わせは苦手だったが、最近好きになってきたとの事[8][出典無効]。
- 第48回気象予報士試験に合格し、2017年10月20日付で気象予報士の資格を取得[9]。
- 2018年11月1日、H&Mとモスキーノ（MOSCHINO）のコラボレーションによる「MOSCHINO [tv] H&M」コレクションの天気予報、モデルキャスターとしてデビュー[10]。
- 好きな動物はカニヘンダックスフント。犬派。
- 2021年3月29日より『報道STATION』（テレビ朝日）の気象情報担当コーナーキャスターとしてレギュラー出演[11]。2024年6月28日放送分で番組を卒業した[12]。
- 2024年9月5日、Xにてウェザーニューズ退社を報告[13]。

## 出演
番組名の太字は、出演中

### テレビ
- 報道STATION - （テレビ朝日）お天気キャスター（2021年3月29日 - 2024年6月28日）

### インターネット配信など

#### SOLiVE24
- SOLiVE トワイライト
- SOLiVE モーニング
- SOLiVE サンシャイン
- SOLiVE コーヒータイム
- SOLiVE アフタ ヌーン
- SOLiVE イブニング
- SOLiVE ムーン
- SOLiVE ナイト
- SOLiVE スター（2017年8月12日） - アフロディーテ・イズミーンとして出演。

#### ウェザーニュースLiVE
- ウェザーニュースLiVE・モーニング
- ウェザーニュースLiVE・サンシャイン
- ウェザーニュースLiVE・コーヒータイム
- ウェザーニュースLiVE・アフタヌーン
- ウェザーニュースLiVE・イブニング
- ウェザーニュースLiVE・ムーン

## 書籍
- きょう出会う空（2019年9月、ISBN 978-4-906768-72-1、ジャムハウス）